# Szkoła metodyków
Metodycy, szkoła metodyków – nurt starożytnej medycyny.
Za założyciela tejże szkoły uważa się Asklepiadesa, żyjącego na przełomie II i I wieku przed naszą erą. Jej przedstawicielem był też Soran z Efezu, którego prace ginekologiczne ukształtowały tę dziedzinę medycyny do czasów nowożytnych. Szkoła metodyczna, jako skupiająca się na trwałych elementach ciała, bywa określana jako patologia solidarna, w opozycji do patologii humoralnej czy pneumatycznej. Stosunkowo popularna w medycynie rzymskiej, pozostawała jednak na drugim planie, ustępując szkole humoralnej. Jej pewne ożywienie nastąpiło we Włoszech w XVII w. i dało początek jatrofizyce, czyli medycynie odwołującej się do biofizyki.
Kierunek ten nie przywiązywał wagi do tradycji, jak też do teorii. W koncepcjach teoretycznych upatrywali czegoś, co odwraca uwagę lekarzy od tego, na czym polega ich praca, od opracowywania nowych, skutecznych metod terapeutycznych. 
Pomimo tego metodycy przyjmowali pewną teoretyczną koncepcję anatomii i fizjologii. W przeciwieństwie do szkoły hippokratejskiej, wyznającej teorię humoralną przypisującą ważną rolę rozkładowi cieczy w organizmie, metodycy widzieli w tym miejscu ciała stałe, wchodzące ze sobą w różne interakcje, więzi integracyjne. W ten sposób nawiązywali do atomizmu. Zdaniem Asklepiadesa, w porach pomiędzy zbudowanymi z atomów tkanek swobodnie poruszają się inne atomy, a źródłem chorób miały być zaburzenia tego ruchu. Ciała te mogą być w różnych stanach. Z jednej strony wyróżniono stan naprężenia, twardości, wiązany z bólem i zapaleniem. Z drugiej strony był stan rozluźnienia ciała, wiązany z wydzielaniem płynów. Pomiędzy nimi wprowadzono jeszcze stan mieszany. W pojedynczej chorobie te wszystkie stany mogą występować obok siebie. Stan zwężenia porów wynikający z napięcia (status strictus) miał blokować przepływ atomów płynów fizjologicznych, wywołując choroby ostre z bladością, zaparciem, zesztywnieniem. Stan ich nadmiernego rozszerzenia wynikający ze zwiotczenia (status laxus) miał powodować przesiąkanie płynów do tkanek i choroby przewlekłe z gorączką, potami, biegunką itp.
Metodycy zalecali leczenie na zasadzie przeciwieństw. Tak więc stan naprężenia leczony być może środkami rozluźniającymi oraz pobytem w jasnym i ciepłym pomieszczeniu. W stanie rozluźnienia zalecano zaś środki ściągające oraz pobyt w pomieszczeniu ciemnym i chłodnym. Oprócz tego metodycy stosowali w leczeniu spacery, biegi, jazdę konną, pływanie, śpiew, grę w piłkę, czytanie na głos, ćwiczenia bierne, kąpiele w wodzie chłodnej bądź ciepłej, w tym w wodzie mineralnej i kąpiele morskie, masaż, w tym masaż wodny, gorący piasek, pikantny pokarm, okłady, bańki. Stosowano też różne substancje lecznicze, które wcierano w skórę, plastry z dziegciem czy gorczycą, wdychano też pary wód mineralnych czy też wyziewy ziemi, wykorzystywano ziołolecznictwo. Do wywoływania wymiotów stosowano ciemiężycę, rzodkiew. Nie różnicowano jednak metod ze względu na konkretną chorobę, stosowano w każdej podobne metody, niewielkie tylko wprowadzając modyfikacje. W praktyce środki lecznicze sprowadzały się do dwóch grup: przeczyszczających (laxantium) na status strictus i ściągających (adstringentium) tj. powstrzymujących krwawienie i wysuszających, na status laxus.